# لوري شبيغل
لوري شبيغل (بالإنجليزية: Laurie Spiegel)‏ هي ملحنة أمريكية، ولدت في 20 سبتمبر 1945 في شيكاغو في الولايات المتحدة.

## وصلات خارجية
- الموقع الرسمي
- لوري شبيغل على موقع IMDb (الإنجليزية)
- لوري شبيغل على موقع ميوزك برينز (الإنجليزية)
- لوري شبيغل على موقع ديسكوغز (الإنجليزية)
- لوري شبيغل على موقع قاعدة بيانات الفيلم (الإنجليزية)